# Marjolijne C. Janssen
Marjolijne C. Janssen ist eine niederländische Neogräzistin.
Janssen hat Neogräzistik und Byzantinistik an der Universiteit van Amsterdam studiert. Sie arbeitet nunmehr als research associate an der Faculty of Modern and Medieval Languages der University of Cambridge unter Leitung von David Holton und Geoffrey Horrocks an dem Projekt der weltweit ersten Grammatik des volkssprachlichen Griechisch des Mittelalters. Sie war zudem stellvertretende Vorsitzende im Verwaltungsrat der Europäischen Gesellschaft für Neogräzistik.
Janssen ist verheiratet mit Marc Lauxtermann.

## Schriften (Auswahl)
- David Holton, Geoffrey Horrocks, Marjolijne Janssen, Tina Lendari, Io Manolessou, Notis Toufexis: The Cambridge Grammar of Medieval and Early Modern Greek. Cambridge University Press, 2019  CUP Website
- The infinitive. In: David Holton, Geoffrey Horrocks, Marjolijne Janssen, Tina Lendari, Io Manolessou, Notis Toufexis: The Cambridge Grammar of Medieval and Early Modern Greek. Cambridge University Press, 2019.
- Perfectly absent: the emergence of the Modern Greek perfect in Early Modern Greek. In: Byzantine and Modern Greek Studies 37, 2013, Ss. 245–260.
- mit Marc Diederik Lauxtermann: El lamento de la maestra ... In: Estudios neogriegos: Revista científica de la Sociedad Hispánica de Estudios Neogriegos 14, 2012, Ss. 27–43.
- mit Marc Diederik Lauxtermann: Taalverwerving Nieuwgrieks. Grammaticaal compendium. Leerstoelgroep Nieuwgriekse taal- en letterkunde & Byzantinologie, Universiteit van Amsterdam, 2005.
- mit Marc Diederik Lauxtermann: Sapientissimi Imperatoris Leonis Oracula & Anonymi Narratio de Vero Imperatore. The Oracles of the Most Wise Emperor Leo & The Tale of the True Emperor (Amstelodamensis GraecusVI E 8). Text, Translation and Introduction, edited by W.G. Brokkaar, with the collaboration of Joke A. Aalberts, J. Ireen Beijerman-Averink, Arthur S.M. Bot, Marjolijne C. Janssen, Daniël R.J. Koster, Marc D. Lauxtermann, Tatiana Markaki, Pinelopi Motsenigou, Sonia Stamboulidou, J.H. Marietje Wennekendonk-Visser. In honour of Prof. Dr. A.F. van Gemert on the occasion of his retirement. Amsterdam 2002.
- Η πρόταξη και επίταξη του αδύνατου τύπου της προσωπικής αντωνυμίας την εποχή του “Ερωτόκριτου” και της “Θυσίας του Αβραάμ”. In: Cretan Studies 6, 1998, 129–144.

Übersetzung
- Angelos Avgoustidis: De Griekse Vakbeweging in de jaren 40 en de marges van de politiek. V. U. Uitgeverij, Amsterdam 1988. – Άγγελος Αυγουστίδης: Το ελληνικό συνδικαλιστικό κίνημα κατά τη δεκαετία του '40 και τα περιθώρια της πολιτικής. Μετάφραση Marjolijne Janssen, Sofoula Van Schalkwijk. Εκδόσεις Καστανιώτη, Athen 1999.